# Pyrenacantha
Pyrenacantha es un género de plantas  perteneciente a la familia Icacinaceae. Tiene cerca de 20 especies, todas distribuidas por los trópicos del Viejo Mundo. La especie tipo es Pyrenacantha volubilis, fue nombrada por William Jackson Hooker en el año 1830.

## Especies seleccionadas
- Pyrenacantha acuminata Engl.
- Pyrenacantha ambrensis Labat, El-Achkar & R.Rabev.
- Pyrenacantha andapensis 	Labat, El-Achkar & R. Rabev.
- Pyrenacantha brevipes 	Engl.
- Pyrenacantha capitata H.Perrier
- Pyrenacantha chlorantha 	Baker